# Rendezvous with Peggy Lee
| Recensione | Giudizio |
| ---------- | -------- |
| AllMusic   |          |

Rendezvous with Peggy Lee è il primo album (in formato da dieci pollici) della cantante jazz statunitense Peggy Lee, pubblicato dalla casa discografica Capitol Records nel 1949.
In precedenza (1948) era uscito in cofanetto con 3 dischi da 78 giri (Capitol Records, CC 72) contenente sei brani, mentre nel 1955 fu ripubblicato l'album (Capitol Records, T-151) contenente dodici brani (alcuni brani aggiunti erano già stati pubblicati nell'album "My Best to You-Peggy Lee Sings").

## Tracce

### LP
Lato A
1. Why Don't You Do Right (Get Me Some Money Too) (Arrangiamento di Billy May) – 2:28 (Joe McCoy) – Registrato il 19 novembre 1947 a Los Angeles, California
2. Them There Eyes (Arrangiamento di Henry "Heinie" Beau) – 3:00 (Maceo Pinkard, William Tracey, Doris Tauber) – Registrato il 20 novembre 1947 a Los Angeles, California
3. 'Deed I Do (Arrangiamento di Johnny Thompson) – 3:02 (testo: Walter Hirsch – musica: Fred Rose) – Registrato il 19 novembre 1947 a Los Angeles, California
4. I Don't Know Enough About You (Arrangiamento di Henry "Heinie" Beau) – 3:17 (Peggy Lee, Dave Barbour) – Registrato il 26 dicembre 1945 a Los Angeles, California

Lato B
1. I Can't Give You Anything but Love (Arrangiamento di Henry "Heinie" Beau) – 2:35 (testo: Dorothy Fields – musica: Jimmy McHugh) – Registrato il 12 novembre 1947 a Los Angeles, California
2. Stormy Weather (Keeps Rainin' All the Time) (Arrangiamento di Benny Carter) – 3:09 (testo: Ted Koehler – musica: Harold Arlen) – Registrato il 12 novembre 1947 a Los Angeles, California
3. Don't Smoke in Bed (Arrangiamento di Harold "Hal" Mooney) – 3:09 (Willard Robison) – Registrato il 2 dicembre 1947 a Los Angeles, California
4. While We're Young – 3:19 (testo: William Engvick – musica: Alec Wilder, Morty Palitz) – Registrato il 27 novembre 1947 a Los Angeles, California

## Musicisti
Why Don't You Do Right / 'Deed I Do
- Peggy Lee – voce
- Dave Barbour – direzione orchestra
- Componenti dell'orchestra non accreditati
- Lee Gillette – produttore

Them There Eyes
- Peggy Lee – voce
- Dave Barbour – direzione orchestra, chitarra
- Benny Carter – sassofono tenore
- Herbert "Herbie" Haymer – sassofono tenore
- Sconosciuti – contrabbasso, batteria
- Edwin "Buddy" Cole – pianoforte
- Red Norvo – pianoforte
- Lee Gillette – produttore

I Don't Know Enough About You
- Peggy Lee – voce
- Dave Barbour – direzione orchestra, chitarra
- Sconosciuti – sassofono, pianoforte, contrabbasso, batteria
- Lee Gillette – produttore

I Can't Give You Anything but Love / Stormy Weather (Keeps Rainin' All the Time)
- Peggy Lee – voce
- Dave Barbour – direzione orchestra, chitarra
- Benny Carter – sassofono alto
- Henry . "Heinie" Beau – clarinetto
- Ray Linn – tromba
- Rubin "Zeke" Zarchy – tromba
- Sconosciuti – trombone
- George "Red" Callender – contrabbasso
- Edwin "Buddy" Cole – pianoforte
- Red Norvo – vibrafono
- Nick Fatool – batteria
- Lee Gillette – produttore

Don't Smoke in Bed
- Peggy Lee – voce
- Dave Barbour – direzione orchestra
- Sconosciuti – sassofono, flauto, oboe, chitarra, contrabbasso, archi, pianoforte, batteria
- Lee Gillette – produttore

While We're Young
- Peggy Lee – voce
- Dave Barbour – direzione orchestra, chitarra
- Hal Schaefer – pianoforte
- Lee Gillette – produttore